# فهد بن عبد المحسن الهذال
فهد البك بن عبد المحسن بن هذال (1846- 8 أيلول 1927) سياسي عراقي، وشيخ قبلي وأحد مشَايخ قبيلة عنزة، ويعد من أشهر الشيوخ على مستوى العراق ودول مجلس التعاون الخليجي والجزيرة العربية والشام، ولد في ولاية بغداد في منطقة الفرات الاوسط العراقية في عهد الدولة العثمانية، وتربى في حجر والده الامير عبد المحسن الهذال شيخ مشايخ قبيلة عنزة. وقد جاء في كتاب (رحلة في بادية السماوة) للكاتب محمد رضا الشبيبي المنشور سنة 1920 "فهد شيخ من عشائر العمارات وهم فخذ معروف من أفخاذ وايل، ووايل بطين من بطون عنزة واليوم أعني العمارات بجميع فروعهم عراقيون من حيث الجنسية وذلك من قديم الزمان".
حضرَ لمؤتمر العقير سنة 1922 ممثلاً لبادية العراق،
وانتخب سنة 1924 لعضوية المجلس التأسيسي للمملكة العراقية نائباً عن لواء الدليم ومندوباً عن قبيلته،

## نسبه ونشأته
هو الأمير فهد بن عبدالمحسن بن الحميدي بن عبدالله بن هذال من الحبلان من الجبل من العمارات من عنزة الملقب بـ( البيك ) من أسرة " الهذال " أمراء قبيلة عنزة وهي أسرة عريقة اشتهرت بالفروسية والشجاعة والكرم التي تميزت به عموم القبائل العربية ، ولد عام 1840م ونشأ في بيئة بدوية خالصة بين أبناء قبيلته عنزة فتعلم كل مايتعين على الفارس والشيخ ان يتعلمه تلك الفترة.
قال عباس العزاوي في كتابه عشائر العراق "وأما الشيخ فهد الهذال ابن عبد المحسن فكان له الشأن في أيامه، وعمّرَ طويلا، واشتهر في الغالب بموالاته الحكومة ويعد من أفذاذ الرجال وهو والد شيخ مشايخ عنزة في العراق اليوم محروت الهذال".
قال محمد أحمد محمود في كتابه (أحوال العشائر العراقية العربية) "وأبناء بعض شيوخ العشائر العراقية العربية كانوا يحظون بنصيب من الثقافة، وذلك بسبب اهتمام الحكومة بتعليمهم" وقال "وتعلّمَ اللغة التركية كذلك فهد بن الشيخ عبد المحسن الهذال شيخ عشيرة عنزة".
وبين سنة 1920 و1925م كانت عشيرته التي يرأسها في 4500 بيت أو خيمة من كربلاء إلى دير الزور، وكان من بينهم 2000 بيت من فرع الجبل و400 بيت من فرع الحبلان.
وقالت المس بيل في كتابها (فصول من تاريخ العراق القريب) في وصف فهد بن هذال "فابن هذال يُعتبر أعظم شيوخ البدو في حدود العراق الغربية وقد حاول الأتراك إدخاله في جهازهم الإداري بتعيين والد فهد قائمقاماً للبادية الواقعة بين واحة شفاثة وكربلا حيث يملك في نهاية جدول يتفرع من الفرات عدة أفدنة من الأراضي الصالحة للزراعة يقوم بزراعتها فلاحون من سكنة المناطق النهرية وقد ورث عنه ابنه هذه الأرض واللقب التركي أيضاً"،

## ثروته
ذُكر في تقرير سري لدائرة الاستخبارات البريطانية عن العشائر والسياسة أن فهد ابن هذال كان في سنة 1917م كبير السنّ، وأنه كان ثرياً يمتلك بساتين في الرزازة بالقرب من كربلاء وفي البغدادي شمال هيت وفي أماكن أخرى.

## علاقته بالدولة العثمانية

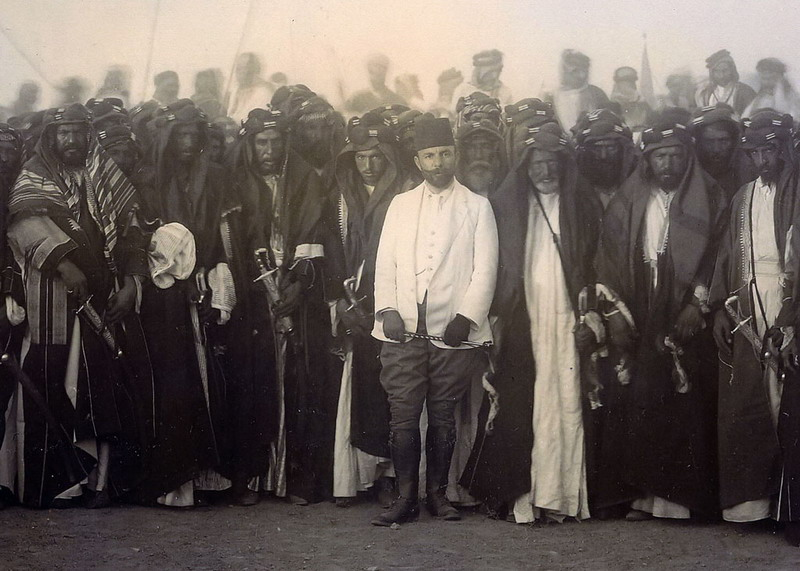
الشيخ فهد البيك بن عبدالمحسن الهذال متوسطاً عدد من فرسان قبيلة عنزة مع القائد التركي جمال باشا السفاح التقطها المستشرق أوبنهايم

كانت الدولة العثمانية حريصه على كسب مودته وكسب مودة قبيلته عنزة فمنحته رتبة "اصطبل عامر"، ولقب " بيك " وهو لقب عثمانية حصل عليها تكريماً من الدولة العثمانية تقديراً لجهوده في حفظ الأمن في الصحراء، والتزامه الصدق والوفاء في اقواله ومعاهداته، ثم عينته " قائم مقام " على قضاء "الرزازة" والصحراء المجاورة لها في سنجق كربلاء فظلّ قائم مقام منذ آواخر سبعينات القرن التاسع عشر حتى زوال العهد العثماني.
قال محمد سعيد الراوي في كتابه (تاريخ الأسر العلمية في بغداد) "الرزازة - موضع عند كربلا تنزله عشائر عنيزة وقد أعطيت هذه المقاطعة إلى رئيس العشيرة عبد المحسن الهذال ليزرعها ويُسكن عشيرته فيها"، وقال عماد عبد السلام رؤوف تعليقاً على كتاب (تاريخ الأسر العلمية في بغداد) إن الرزازة "أرض تبعد عن مدينة كربلاء ب 11 كيلومتراً، ونظراً لأهمية قبيلة عنزة التي سكنت فيها، فقد عُدّت بموجب التشكيلات الإدارية العثمانية الحديثة مركزاً لقضاء باسمها، تتبعها بعض القرى، ومُنح منصب "القائممقام" إلى شيخ القبيلة فهد بن عبدالمحسن الهذال بك، فتولاها بصفة مستمرة حتى نهاية العصر العثماني". وعزلته الحكومة العثمانية من رئاسة العشائر سنة 1891م ثم أعادوه سنة 1907.

### رسالته باسم عشائر العراق

خارطة عشائر العراق سنة 1930 وفيها مواطن عشيرة العمارات من كربلاء إلى الرطبة

أرسل الشيخ فهد الهذال من بغداد تلغرافاً إلى مقام الخلافة العثمانية في أسطنبول باسم فهد الهذال وعشيرته في كربلاء ونيابة منه عن عشائر العراق في 9 تموز سنة 1328 الهجرية، بمناسبة يوم العيد الوطني معلنين ولاءهم للدولة العثمانية واستعدادهم في الدفاع عنها بأموالهم ودمائهم إذ قال:
الى العتبة الملوكية وسُدّة الخلافة الإسلامية في دار السعادة
لقد حفّنا السعادة الكبرى وجمعتنا النعمة العظمى إذ توفقنا لتقديم عبارات الشكران على ما تفضل به علينا وسمح فيه لنا والي ولاية بغداد الجليلة حضرت أحمد جمال بك أفندي بالحضور الى مركز الولاية وقبوله اشتراكنا في ما جرى من إستعراض الجنود العثمانية في يوم العيد الملي (الوطني) الذي هو العاشر من تموز. فتحت العثمانيون وبالخصوص عشائر بغداد (خبر أمنيت) متصل بالوحدة الإسلامية وركن رصين غير منفصل عن الجامعة العثمانية، ومن هذا الاجتماع المبارك تحصلت فائدة أخرى وعرضها لدى العتبة الملوكية والسدة السلطانية أولى وأحرى من تمسكنا بعرى الخلافة الجليلة الإسلامية وتعلقنا بعلائق السلطنة العثمانية وظهور ما نحن عليه (طودن) وعليه نحيى حتى يلاقينا رب المنون.
(الغد يقين مدتى قلبه مرض وبوده أن نلقي الوحدة العثمانية الى مهاوي الافتراق (فدا) اتخذنا وجودنا وأبداننا هدفاً لمقابلة أعدائنا وأرواحنا مبذولة الى آخر قطرة من دمائنا لدفع من ينوي الأسوأ (الإساءة) في أوطاننا ويرمي بأفكاره الظالمة وآماله الخائنة نحو أفكارنا بالإتحاد والإتفاق، وفي كل الأحوال وجميع الأفكار والأزمان الأمرُ لذي الشوكة والمهابة.
باسم عموم عشائر العراق (رئيس عشيرة عنزة في كربلاء) فهد الهذال.
قال عباس العزاوي في كتابه عشائر العراق "وأما الشيخ فهد الهذال ابن عبد المحسن فكان له الشأن في أيامه، وعمّرَ طويلا، واشتهر في الغالب بموالاته الحكومة ويعد من أفذاذ الرجال وهو والد شيخ مشايخ عنزة في العراق اليوم محروت الهذال".
وقالت المس بيل في كتابها (فصول من تاريخ العراق القريب) في وصف فهد بن هذال "فابن هذال يُعتبر أعظم شيوخ البدو في حدود العراق الغربية وقد حاول الأتراك إدخاله في جهازهم الإداري بتعيين والد فهد قائمقاماً للبادية الواقعة بين واحة شفاثة وكربلا حيث يملك في نهاية جدول يتفرع من الفرات عدة أفدنة من الأراضي الصالحة للزراعة يقوم بزراعتها فلاحون من سكنة المناطق النهرية وقد ورث عنه ابنه هذه الأرض واللقب التركي أيضاً"،
قال محمد سعيد الراوي في كتابه (تاريخ الأسر العلمية في بغداد) "الرزازة - موضع عند كربلا تنزله عشائر عنيزة وقد أعطيت هذه المقاطعة إلى رئيس العشيرة عبد المحسن الهذال ليزرعها ويُسكن عشيرته فيها"، وقال عماد عبد السلام رؤوف تعليقاً على كتاب (تاريخ الأسر العلمية في بغداد) إن الرزازة "أرض تبعد عن مدينة كربلاء ب 11 كيلومتراً، ونظراً لأهمية قبيلة عنزة التي سكنت فيها، فقد عُدّت بموجب التشكيلات الإدارية العثمانية الحديثة مركزاً لقضاء باسمها، تتبعها بعض القرى، ومُنح منصب "القائممقام" إلى شيخ القبيلة فهد بن عبدالمحسن الهذال بك، فتولاها بصفة مستمرة حتى نهاية العصر العثماني". وعزلته الحكومة العثمانية من رئاسة العشائر سنة 1891م ثم أعادوه سنة 1907.

### جوازات العراق وحفظ الأمن
بعد بضعة أشهر من انقضاء العهد العثماني لحكم العراق، واحتلال الإنكليز سنة 1917، زار الشيخ فهدٌ بغدادَ في شهر أيار سنة 1917، وتلقته هناك باحترام كبير سلطة الإنكليز التي كانت تراه السلطان البدوي الأعظم لحدود غرب العراق واتفقت معه على دعمها إياه مقابل حراسته حدود الكمارك غرب العراق، وقال محمد رضا الشبيبي في كتابه (رحلة في بادية السماوة) إنه في 1 ربيع الأول سنة 1339 - 12 تشرين الثاني سنة 1920 نزلنا "دون (الهبّارية) و(السيح) منزل الشيخ فهد بن هذال وقد خفّ إليه دليل قافلتنا (محمد الماضي) ليأخذ لقافلتنا وللأحمال التي للتجار معنا جوازاً بالدخول إلى العراق، وهو أي ابن هذال يقوم بذلك في هذه البادية نيابة عن السلطة المحتلة في العراق، وفهد شيخ من مشايخ العمارات وهم فخذ معروف من أفخاذ وايل، ووايل بطن من بطون عنزة والقوم أعني العمارات بجميع فروعهم عراقيون من حيث الجنسية وذلك من قديم الزمان". وقال هاشم السعدي في كتابه (جغرافية العراق الحديثة) المنشور سنة 1924 "قبيلة العمارات: وفي بادية العراق تسكن قبيلة العمارات ومساكنها تمتد على شاطيء الفرات شمالا من مدينة كربلاء إلى عانة والبو كمال وجنوباً إلى حدود النفود الشمالية وتنتجع احياناً الى بلاد شمر في الجنوب الشرقي إذا لم تجد مرعى لمواشيها في محل آخر في أوائل الربيع تجدها في الوديان غربي مدينة كربلاء ومنخفض الجعارة الواسع الذي يبعد مسافة يومين عن هيت غرباً، وفي الصيف تجدها إما على شواطىء الفرات أو مجتمعة حول الآبار والينابيع في وادي حوران حول العلمات، ولزعيمها السيطرة على خمسة آلاف خيمة ويملك كثيراً من حدائق النخيل في الرزازة وفي خان البغدادي وغيرها من قرى الفرات، وتعتمد قبيلة العمارات في تحصيل حاجياتها الضرورية كالأرز والتمر والالبسة على الأماكن الآهلة بالحضر وسوقها الرئيسية وميناء صحرائها كربلاء فتشتري منها ومن شثاثة مقادير كبيرة من التمر وهي اليوم متكفلة للحكومة العراقية بحفظ الأمن والنظام على طريق الصحراء بين العراق وسورية.

## في كتب المستشرقين والعرب
- قال ستيفن همسلي لونكريك في كتابه (العراق الحديث): "وكانت قبيلة عنزة، وهي من أوسع المجموعات البدوية في شمالي الجزيرة العربية، تمسك بصحراء الشامية من النجف الى هيت، كان زعيمها المتعلم "ابن هذال" قائمقام الرزازة. وهي رتبة عثمانية رفيعة، تمنحها الدولة لكبار الموظفين المدنيين وللقادة العسكريين، وتعادل رتبة عقيد أو عميد".
- وقال فريدريك روزين القنصل الألماني لبغداد في مذكراته "...أردنا زيارة كربلاء موقع المعركة التي قُتل فيها الحسين: القدّيس والشهيد العظيم ابن علي، وكان ينتظرنا على الطريق منظر طريف، فقد بهرنا العدد الكبير من الجِمال البيض وهي ترعى في السهل الذي لم يكن قاحلاً هنا كما في الجانب الآخر من الفرات، وهذا الجمع غير الاعتيادي من الجِمال كان بسبب وجود فهد بك الرئيس الأكبر لبدو عنزة في المنطقة".[20]
- قال محمد البسام في كتابه الدرر المفاخر في أخبار العرب الأواخر "ابن هذال ومن تبعه من الكماة والابطال التي لا يدرك فخرها ولا يسر في الظلمات بدرها، الذين هم جذوة المقتدي، ونجدة المجتدي ومآل الأمل، وكمال الفضايل، بدور السعود، ونجاز الوعود، ورياض المفاخر أولا ولآخر، تقصر الألسن عن مدحهم، وتضيء الدياجي بقدحهم، خير القبائل في الندى، وأبعدهم عن مشائيم الردى، عددهم ثلاثة آلاف سقماني (الجنود المشاة) وفرسانهم ألف فارس".[21]
- قال المؤرخ البريطاني " جيرالد ديغوري " : ان قبيلة عنزة تعود باصلها القديم الى "وائل"، وفي العصور القديمة كان بنو وائل يقطنون الحجاز، وابتدأت هجرة بعض فروعها من الحجاز الى المناطق المجاورة نحو عام 1700.

وذكر ان افضل الخيول العربية توجد لدى قبيلة عنزة، وبعض هذه الخيول يجد طريقه كل عام الى الاسواق الهندية والمصرية وغيرها من الاسواق. ويضيف: ان رب كل عائلة من قبيلة عنزة يمتلك فرساً عربية اصيلة. ويشير الى ان ابن هذال يعد الزعيم الاعلى لجميع قبيلة عنزة، وان عائلة الملك عبدالعزيز بن عبدالرحمن آل سعود تعود باصولها الى قبيلة عنزة، حيث ان الملك عبدالعزيز ، وابنه الامير سعود بن عبدالعزيز آل سعود "ولي العهد" تزوجها اختا الشيخ فواز بن نواف الشعلان شيخ قبيلة الروله من عنزة في عام 1937 م . وذكر ايضاً ان العائلتين الحاكمتين في كل من البحرين و الكويت هما من قبيلة عنزة.
- ذكر الشيخ " يونس ابراهيم السامرائي " في كتابه "القبائل العراقية" عن الشيخ فهد، حيث قال: "كان الشيخ فهد ذا شأن في أيامه، ويعد من افذاذ الرجال، وقد عمر طويلا، واشتهر بنصرته للدولة العثمانية، فمنحته لقب "بيك".
- وفي جدول عشائر ولاية بغداد الذي كتبته الحكومة البريطانية سنة 1918 ونشرته سنة 1919 م ذُكرت عشيرة العمارات ضمن عشائر ولاية بغداد وقالوا "شيخ العمارات الأكبر فهد بك ابن هذال لا يزال شيخهم، وخيامهم خمسة آلاف خيمة، وهو غني له بساتين نخيل بالرزازة قرب كربلاء وفي البغدادية شمال هيت ومواضع أخرى على الفرات، يُثنَى كثيراً على حكمته وإدارته العشائرية غيرَ أنه الآن رجل كبير وابنه متعب ينوب عن عشيرته.[22]

## مع فيصل بن الحسين
بعد تتويج الشريف فيصل بن الحسين ملكاً على العراق، انتخب الشيخ البيك فهد نائباً في المجلس التأسيسي العراقي. وافتتح الملك فيصل الأول المجلس التأسيسي يوم الخميس 21 شعبان 1342 هـ الموافق 27 آذار 1924 م بخطبة العرش، وكان عدد اعضاء المجلس التأسيسي 100 عضو ، كما زار الملك المتوج مضارب قبيلة عنزة، واستقبله رجال القبيلة على خيولهم وهجنهم العربية بالعرضات الحماسية، يتقدمهم شيخهم الكبير البيك فهد الهذال ، واقيمت بهذه المناسبة الولائم احتفالا واحتفاء بهذه الزيارة الملكية، وخطب الملك بالحاضرين، شاكراً لهم حسن الاستقبال والحفاوة التي قوبل بها. وطلب الملك فيصل من الشيخ البيك فهد حث ابناء قبيلته على الالتزام بالقوانين والانظمة المرعية التي تصدرها الدولة، والتوقف عن الثارات والغزوات، وأن يعمل الشيخ فهد على مساعدة الحكومة على فرض الامن والامان، ليعم الخير والطمأنينة جميع مواطني المملكة العراقية الهاشمية.

## أبنائه
- محروت بن فهد الهذال.
- متعب بن فهد الهذال.
- زبن بن فهد الهذال ( الكماش ).
- الحميدي بن فهد الهذال.
- عطالله بن فهد الهذال.

## وفاته
توفي الأمير فهد بن عبدالمحسن الهذال " البيك " شيخ مشايخ عنزة في (12 ربيع أول 1346هـ ) -(8 أيلول/سبتمبر 1927م ) ببغداد، وقد أعلن خبر وفاته في الصحف والجرائد العربية مثل جريدة الشورى المصرية ومجلة العرب وغيرها، قال مجلة لغة العرب "توفي فهد بك الهذال، شيخ مشايخ عنزة عن عمر يناهز الثمانين وهو من أكثر شيوخ العراق نفوذا وثروة".

## انظر
- عنزة
- متعب الهذال
- الهبارية
- عبد الرحمن منيف